# 亚当·欧伦施莱厄
亚当·戈特洛布·欧伦施莱厄（丹麥語發音：[ˈɛːtɑm ˈkʌtlʌp ˈøˀln̩ˌsleːjɐ]，1779年11月14日—1850年1月20日）是丹麥詩人和劇作家。他是丹麥文學、浪漫主義代表之一。
除了亚当·欧伦施莱厄，1870年以前，沒有丹麥作家有如此廣泛的影響力。他的偉大工作，喚醒同胞詩歌和宗教熱情，亚当·欧伦施莱厄仍然是斯堪的納維亞的浪漫代名詞。
1829年，他被公開賦予“北歐詩歌之王”和“斯堪的納維亞詩歌之王”桂冠。亚当·欧伦施莱厄創作大量詩歌，戲劇，散文，受到戈特利布·費希特，約翰·沃爾夫岡·馮·歌德和弗里德里希·馮·謝林的啟發。

## 外部連結
- 英語维基文库中与本条目相关的原始文献：
- Adam Oehlenschläger的作品  - 古騰堡計劃
- 互联网档案馆中亚当·欧伦施莱厄的作品或与之相关的作品
- 來自亚当·欧伦施莱厄的LibriVox公共領域有聲讀物
- Oehlenschläger （页面存档备份，存于）, author presentation in Project Runeberg